# Niederbipp
Niederbipp ist eine politische Gemeinde im Verwaltungskreis Oberaargau des Kantons Bern in der Schweiz.

## Geographie

Luftbild aus 250 m von Walter Mittelholzer (1925)

Niederbipp liegt auf 468 m ü. M., etwa auf halbem Weg zwischen Olten und Solothurn, 14 km nordöstlich von Solothurn (Luftlinie). Das Dorf erstreckt sich auf dem flachen Schwemmkegel, den der Bipperbach am Jurasüdfuss gebildet hat, und in der Ebene des Bipperamtes, im Oberaargau.
Die Fläche des 17,5 km² grossen Gemeindegebiets umfasst einen Abschnitt des nördlichen Berner Mittellandes. Der Hauptteil des Gebietes wird von der Schotterebene des Bipperamtes eingenommen (durchschnittlich auf 460 m ü. M.), die eine Breite von rund 3 bis 4 Kilometer aufweist. Sie wird durch den Bipperbach, der in der Ebene begradigt und kanalisiert ist, nach Nordosten zur Dünnern entwässert. Im Süden wird diese Ebene durch einen Grundmoränenwall, der durch den eiszeitlichen Rhonegletscher geformt wurde, vom Aaretal getrennt. Der leicht reliefierte Wall ist vom ausgedehnten Waldgebiet des Längwaldes bestanden und erreicht an seinem höchsten Punkt 507 m ü. M. Im äussersten Osten reicht der Gemeindebann bis an den Rand der Aareniederung hinunter.
Der nordwestliche Gemeindeteil umfasst den weitgehend bewaldeten Südhang des Lebernberges, der vordersten Antiklinale des Faltenjuras. Hier entspringt der Bipperbach und fliesst durch ein steiles Tal, das seine Ausprägung erst nach einem Bergrutsch am Ende der Risseiszeit erhielt, hinunter in die Ebene. Die Grenze verläuft zumeist auf dem Kamm des Lebernberges; an der Ostflanke des Höllchöpfli wird mit 1150 m ü. M. der höchste Punkt von Niederbipp erreicht. Von der Gemeindefläche entfielen 1997 12 % auf Siedlungen, 38 % auf Wald und Gehölze und 50 % auf Landwirtschaft.
Zu Niederbipp gehören die Siedlungen Holzhäusern (462 m ü. M.) und Scharnageln (461 m ü. M.) in der Bipper Ebene, Dürrmühle (471 m ü. M.) am nördlichen Dorfrand, Leen (500 m ü. M.) am Südhang des Lebernberges, Antere (514 m ü. M.) im Tal des Bipperbachs und Walden (681 m ü. M.) auf einem Geländevorsprung am Hang des Lebernberges sowie verschiedene Einzelhöfe. Nachbargemeinden von Niederbipp sind Schwarzhäusern, Bannwil, Oberbipp und Rumisberg im Kanton Bern sowie Matzendorf, Laupersdorf, Balsthal, Oensingen und Kestenholz im Kanton Solothurn.

## Bevölkerung
Mit 5418 Einwohnern (Stand 31. Dezember 2023) gehört Niederbipp zu den mittelgrossen Gemeinden des Kantons Bern. Von den Bewohnern sind 89,0 % deutschsprachig, 3,1 % sprechen Serbokroatisch und 1,8 % Albanisch (Stand 2000). Die Bevölkerungszahl von Niederbipp belief sich 1850 auf 2337 Einwohner (damals die grösste Ortschaft des Amtsbezirks Wangen), 1900 auf 2245 Einwohner. Im Verlauf des 20. Jahrhunderts stieg die Bevölkerungszahl bis 1950 kontinuierlich auf 3050 Personen an. Nach einer rund 30 Jahre dauernden Stagnationsphase wurde seit 1980 (3165 Einwohner) wieder eine deutliche Bevölkerungszunahme verzeichnet.

## Wirtschaft
Niederbipp war bis gegen die Mitte des 20. Jahrhunderts ein vorwiegend durch die Landwirtschaft geprägtes Dorf. Daneben entwickelten sich dank der guten Verkehrslage schon relativ früh verschiedene Industrie- und Gewerbebetriebe.
Heute bietet Niederbipp rund 1800 Arbeitsplätze an. Mit 12 % der Erwerbstätigen, die noch im primären Sektor beschäftigt sind, hat die Landwirtschaft (vorwiegend Ackerbau, Obstbau, Milchwirtschaft und Forstwirtschaft) noch immer einen gewissen Stellenwert in der Erwerbsstruktur der Bevölkerung. Etwa 37 % der Erwerbstätigen sind im industriellen Sektor tätig, während der Dienstleistungssektor 51 % der Arbeitskräfte auf sich vereinigt (Stand 2001).
Seit den frühen 1970er Jahren entstanden in der Nähe des Autobahnanschlusses und am nordöstlichen Dorfrand grössere Industrie- und Gewerbezonen. Zu den wichtigsten Betrieben von Niederbipp gehören die Tela GmbH (zuvor: Kimberly-Clark GmbH), die in der Papierindustrie tätig ist und die Kläranlage für Niederbipp betreibt (das Abwasser wird bei Bannwil in die Aare geleitet), sowie die IFF AG, eine Kiesabbau- und Kiesaufbereitungsfirma (am Rand des Längwaldes werden ausgedehnte Kiesgruben ausgebeutet), und die Galexis AG, ein Pharma-Distributionsbetrieb, der seit 2008 in Niederbipp ansässig ist. Daneben gibt es zahlreiche kleinere und mittlere Unternehmen der Branchen Bau- und Transportgewerbe, Informationstechnologie, Maschinenbau, Holzverarbeitung, Elektro- und Lampenindustrie, Metallbau, feinmechanische Werkstätten, Handelsfirmen und Verteilerzentralen.
Ferner ist Niederbipp Standort eines regionalen Alters- und Pflegeheims. Im Räberhus, einem Mehrzweckgebäude, finden kulturelle und gesellschaftliche Anlässe statt. In den letzten Jahrzehnten hat sich das Dorf dank seiner attraktiven Lage zu einer Wohngemeinde entwickelt. Viele Erwerbstätige sind deshalb auch Wegpendler, die hauptsächlich in den anderen grösseren Ortschaften entlang des Jurasüdfusses zwischen Olten und Solothurn arbeiten.

## Politik
Die Wähleranteile der Parteien anlässlich der Nationalratswahlen 2023 betrugen: SVP 48,4 % (+6,1 %), FDP 12,2 % (−2,6 %), SP 14,6 % (+2,2 %), Mitte 6,9 % (−1,5 %), glp 6,0 % (−1,4 %), GPS 4,7 % (−2,8 %), EDU 2,4 % (+1,6 %), EVP 1,5 % (−0,3 %).

## Verkehr
Die Gemeinde ist verkehrstechnisch sehr gut erschlossen. Sie liegt an der Hauptstrasse 5 von Solothurn nach Olten, von der hier eine Verbindung nach Langenthal abzweigt. Der nächste Anschluss an die Autobahn A1 (Bern–Zürich), welche das Gemeindegebiet durchquert, befindet sich rund 1,5 km vom Ortskern entfernt.
Am 4. Dezember 1876 wurde die Bahnstrecke Olten–Solothurn mit einem Bahnhof in Niederbipp in Betrieb genommen. Dazu kamen am 26. Oktober 1907 die meterspurige Strecke der Langenthal-Jura-Bahn und am 9. Januar 1918 die Eröffnung der ebenfalls meterspurigen Strecke der Solothurn-Niederbipp-Bahn. Die Strecke Solothurn–Niederbipp–Langenthal wird heute von der Aare Seeland mobil betrieben.

## Geschichte
Das Gemeindegebiet von Niederbipp war bereits während der Zeit der Kelten und unter den Römern besiedelt. Der keltische Name des Ortes lautete wahrscheinlich Betwa. Die erste urkundliche Erwähnung von Niederbipp erfolgte bereits im Jahr 866 unter dem Namen Pipinensis; von 968 ist Pippa überliefert. Erst seit dem 13. Jahrhundert ist jedoch eine eindeutige Zuordnung möglich: inferiore Bippe (1263), Bippo (1268), Nider-Bippe (1302), Nidern Byppe (1406) und Nider Bip (1464). Bipp geht auf den germanischen Personennamen Bippo oder Pippin zurück und bedeutet demnach Grundstück des Bippo/Pippin.
Seit dem Mittelalter unterstand Niederbipp der Landgrafschaft Buchsgau, welche von den Grafen von Frohburg verwaltet wurde. Es gehörte darin zur Herrschaft Bipp und seit dem Beginn des 14. Jahrhunderts zum Amt Erlinsburg, das 1332 an die Grafen von Neuenburg-Nidau kam. Im Weiteren teilte Niederbipp das Schicksal der Herrschaft Bipp, welche zahlreiche Besitzerwechsel erfuhr. Als Teil dieser Herrschaft gelangte das Dorf 1413 unter die gemeinsame Verwaltung von Bern und Solothurn. Nach der Teilung des Buchsgaus kam Niederbipp 1463 unter die alleinige Oberhoheit Berns und wurde der Landvogtei Bipp zugeordnet.
Nach dem Zusammenbruch des Ancien Régime (1798) gehörte Niederbipp während der Helvetik zum Distrikt Wangen und ab 1803 zum Oberamt Wangen, das mit der neuen Kantonsverfassung von 1831 den Status eines Amtsbezirks erhielt.

## Sehenswürdigkeiten

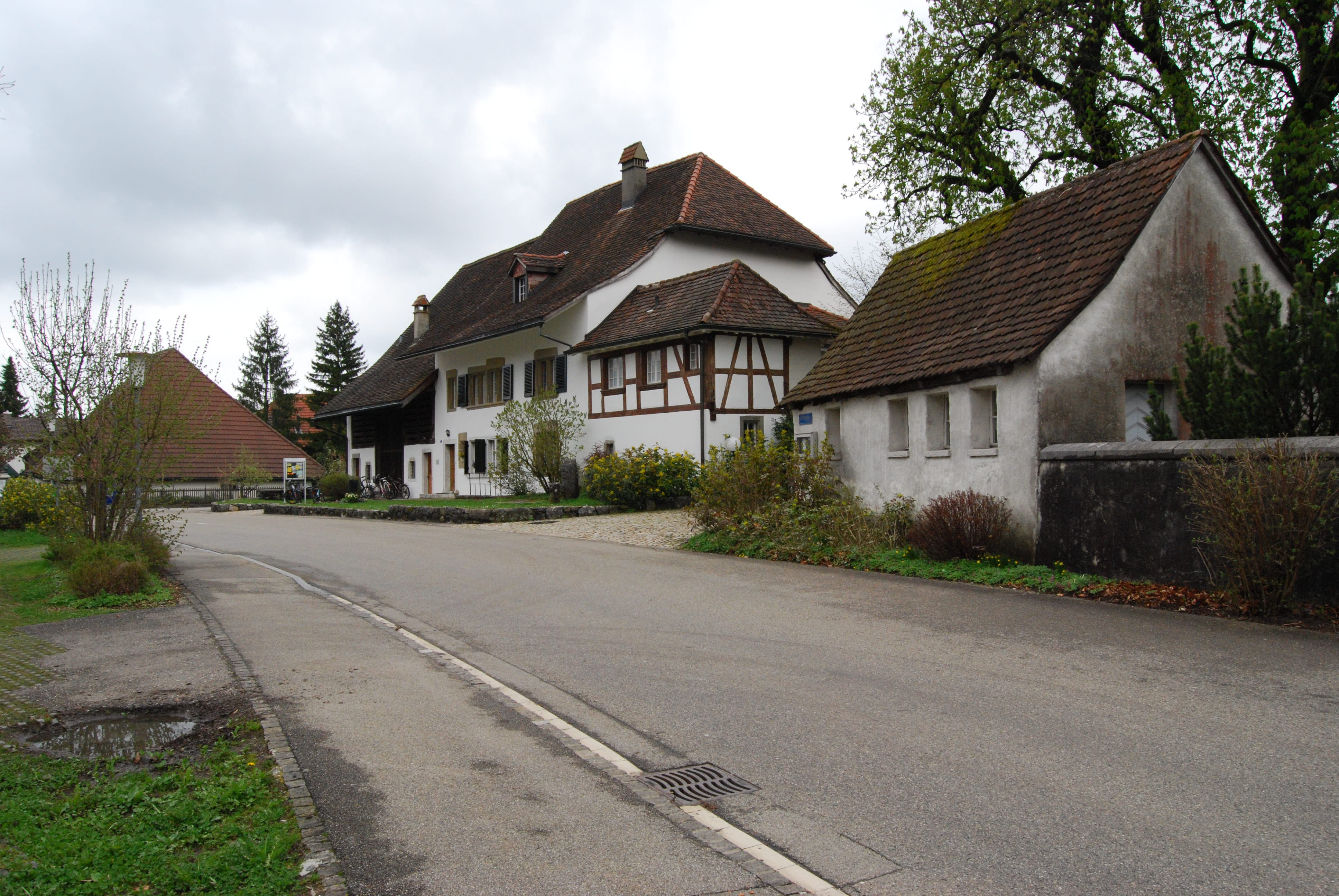
Kirchgemeindehaus

Die Pfarrkirche, die ursprünglich auf ein mittelalterliches Gotteshaus zurückgeht und an der Stelle der römischen Siedlung steht, erhielt ihre heutige Erscheinungsform durch Umbauten in den Jahren 1669 und 1712. Das spätgotische Pfarrhaus wurde von 1577 bis 1579 erbaut. An der Kirchgasse steht das älteste Bauernhaus des Oberaargaus, das 1475 errichtet und 1586 verändert wurde. Im alten Ortskern sind verschiedene charakteristische Bauernhäuser (Hochstudbauten) aus dem 17. bis 19. Jahrhundert erhalten.
Auf den Felsstöcken des Leenbergs am Jurasüdhang oberhalb des Dorfes sind Überreste der Vorderen (auch Oberen) Erlinsburg sichtbar, die im 13. Jahrhundert erbaut worden war.

## Persönlichkeiten
- Helene Roth (1887–1966), Malerin, hier verstorben
- Gerhard Meier (1917–2008), Schriftsteller und Literaturpreisträger. In seinen Werken hat sein Wohnort Niederbipp den Namen Amrain. Als besondere Ehrung für seine literarische Arbeit benannte Niederbipp die Strasse, in der er wohnte, nach ihm.
- Pedro Meier (* 1941), Künstler und Schriftsteller. Sein Werk umfasst Malerei, Druckgrafik, Bildhauerei, Objektkunst sowie Lyrik und Prosatexte. Pedro Meier ist der Sohn des Schriftstellers Gerhard Meier.
- Beat Bösiger (* 1970), Gemüseproduzent und Politiker
- Rahel Frey (* 1986), Schweizer Automobilrennfahrerin